# Arquitetura da Indonésia

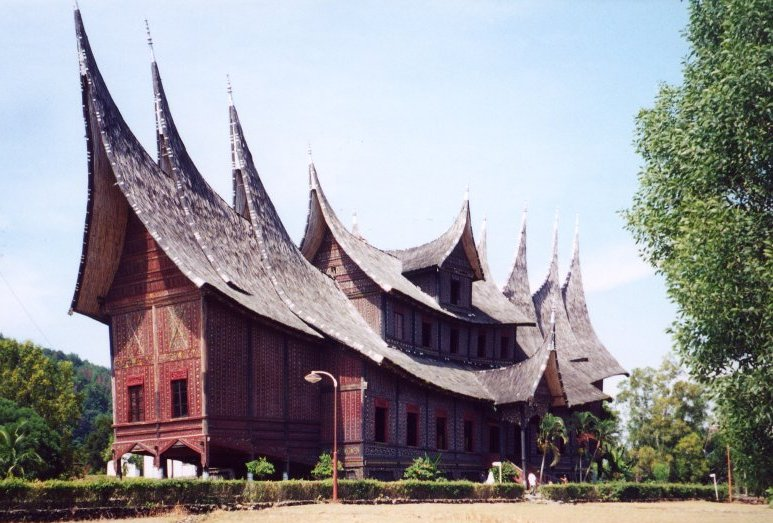
Palácio Pagaruyung no estilo Minangkabau Rumah gadang.

A arquitetura da Indonésia reflete a diversidade de influências culturais, históricas e geográficas que moldaram a Indonésia como um todo. Invasores, colonizadores, missionários, e comerciantes trouxeram mudanças culturais que tiveram um efeito profundo na construção de estilos e técnicas.
Inúmeras casas vernaculares indonésias foram desenvolvidos em todo o arquipélago. As casas tradicionais e assentamentos das várias centenas de grupos étnicos da Indonésia são extremamente variados e todos têm sua própria história específica. As casas têm significado social na sociedade e demonstram ingenuidade local em suas relações com o meio ambiente e a organização espacial.
Tradicionalmente, a influência estrangeira mais significativa é a indiana. No entanto, influências chinesas, árabes e européias também desempenharam papéis importantes na formação da arquitetura indonésia. A arquitetura religiosa varia de formas indígenas a mesquitas, templos e igrejas. Os sultões e outros governantes construíram palácios. Há um legado substancial da arquitetura colonial nas cidades indonésias. A Indonésia independente viu o desenvolvimento de novos paradigmas para a arquitetura pós-moderna e contemporânea.

## Arquitetura colonial
Os séculos XVI e XVII viram a chegada das potências européias na Indonésia, que usavam a alvenaria para grande parte de sua construção. Anteriormente, a madeira e seus subprodutos tinham sido usados quase exclusivamente na Indonésia, com exceção de algumas importantes arquiteturas religiosas e palaciais. Um dos primeiros grandes assentamentos holandeses foi Batavia (mais tarde renomeada para Jacarta), que nos séculos XVII e XVIII era uma cidade fortificada de tijolo e alvenaria.
Por quase dois séculos, os colonialistas fizeram pouco para adaptar seus hábitos arquitetônicos europeus ao clima tropical. Em Batavia, por exemplo, eles construíram canais através de seu terreno de baixa altitude, que eram ladeados por pequenas casas de janelas e mal ventiladas, principalmente em um estilo híbrido entre o holandês e o chinês. Os canais tornaram-se locais de despejo de resíduos e esgotos nocivos e um terreno ideal para os mosquitos Anopheles, com a malária e a disenteria se tornando abundantes em toda a capital colonial das Índias Orientais Neerlandesas.